# Муритиба
Муритиба (порт. Muritiba) — муниципалитет в Бразилии, входит в штат Баия. Составная часть мезорегиона Агломерация Салвадор. Входит в экономико-статистический микрорегион Санту-Антониу-ди-Жезус. Население составляет 32 874 человека на 2006 год. Занимает площадь 110,562 км². Плотность населения — 297,3 чел./км².

## История
Город основан 8 августа 1919 года.

## Статистика
- Валовой внутренний продукт на 2003 год составляет 61 100 236,00 реалов (данные: Бразильский институт географии и статистики).
- Валовой внутренний продукт на душу населения на 2003 год составляет 1848,55 реалов (данные: Бразильский институт географии и статистики).
- Индекс развития человеческого потенциала на 2000 год составляет 0,676 (данные: Программа развития ООН).